# Крапина
Кра́пина (хорв. Krapina) — місто в північно-західній Хорватії, адміністративний центр Крапинсько-Загорської жупанії.

## Історія і етимологія
Розташоване посеред Хорватського Загор'я місто Крапина виводить свою назву від прилеглої річки Крапинчиця (хорв. Krapinčica). Назва ж річки походить від імені прісноводної риби коропа, яким колись кишіла Крапинчиця, адже на кайкавському наріччі короп зветься крап.
Крапина є чи не найдавнішим населеним місцем Хорватії. Історія людського роду в межах міста сягає в далеку минувшину і налічує від 120000 до 50000 років, про що свідчать близько 900 закам'янілих останків максимум 80 прадавніх людей неандертальців, виявлених в 1899 р. хорватським археологом і палеонтологом Драгутіном Горяновичем-Крамбергером на пагорбі Хушняково в західній частині Крапини. Найімовірніше, йшлося про місце поховання, пов'язане з ритуальним канібалізмом. Деякі дослідники вважають, що місцеві неандертальці могли загинути під час збройної сутички, яку вони називають «битвою під Крапиною», «найдавнішою» з битв у людській історії. У 2010 році в Крапині відкрито Музей крапинських неандертальців. На місці, де велися розкопки, нині закладено парк, прикрашений багатьма статуями, серед яких є ведмідь, лось і бобер.
Перші писемні згадки про Крапину датовано 1193 роком. У середні віки існувала твердиня Крапина, попід якою почало виростати поселення. Ці первісно королівські маєтки з XIV сторіччя починають одержувати окремі дворянські сім'ї. У той час королівською грамотою Крапина стає вільним торговельним містом. Аристократична сім'я Кеглевич в першій половині XVI століття купує помістя Крапина і оселяється посеред найбільших на той час турецьких вторгнень у Хорватію. Аристократичні родини були захисниками церковних орденів, і в Крапині в XVII столітті з'являються францисканці, які будують церкву Св. Катерини і францисканський монастир. У XVIII ст. виникає в Крапині знаменита церква на Тростинному верху. У XIX ст. в добу пробудження національної свідомості і становлення хорватської літературної мови саме тут народився ідейний вождь хорватського національного відродження Людевит Гай.

## Населення
Населення громади за даними перепису 2011 року становило 12 480 осіб, 1 з яких назвали рідною українську мову. Населення самого поселення становило 4 471 осіб.
Динаміка чисельності населення громади:
Динаміка чисельності населення центру громади:

## Населені пункти
Крім поселення Крапина, до громади також входять:
- Бобов'є
- Долиці
- Доня Шемниця
- Горня Пачетина
- Лазі-Крапинські
- Лепайці
- Михалєков-Ярек
- Подгора-Крапинська
- Полє-Крапинсько
- Претковець
- Пристава-Крапинська
- Страхинє
- Стража-Крапинська
- Шкаричево
- Шушель-Брієг
- Ткалці
- Тршкий Врх
- Велика Вес
- Видовець-Крапинський
- Видовець-Петровський
- Загора
- Жутниця

## Клімат
Середня річна температура становить 9,93 °C, середня максимальна — 23,98 °C, а середня мінімальна — -6,31 °C. Середня річна кількість опадів — 1045,00 мм.
| Клімат поселення                              | Клімат поселення | Клімат поселення | Клімат поселення | Клімат поселення | Клімат поселення | Клімат поселення | Клімат поселення | Клімат поселення | Клімат поселення | Клімат поселення | Клімат поселення | Клімат поселення | Клімат поселення |
| Показник                                      | Січ.             | Лют.             | Бер.             | Квіт.            | Трав.            | Черв.            | Лип.             | Серп.            | Вер.             | Жовт.            | Лист.            | Груд.            |                  |
| Середній максимум, °C                         | 5,57             | 7,58             | 11,69            | 16,04            | 20,92            | 23,98            | 23,42            | 22,90            | 18,92            | 13,83            | 8,22             | 4,50             |                  |
| Середня температура, °C                       | −0,4             | 1,64             | 5,74             | 10,12            | 14,99            | 18,03            | 19,62            | 19,10            | 15,12            | 10,02            | 4,41             | 0,70             |                  |
| Середній мінімум, °C                          | −6,31            | −4,32            | −0,2             | 4,16             | 9,05             | 12,09            | 15,82            | 15,28            | 11,33            | 6,22             | 0,61             | −3,1             |                  |
| Норма опадів, мм                              | 50               | 54               | 72               | 77               | 91               | 122              | 103              | 101              | 101              | 101              | 99               | 74               |                  |
| Середньомісячна швидкість вітру, м/с          | 1.70             | 1.90             | 2.30             | 2.22             | 2.11             | 1.90             | 1.81             | 1.70             | 1.62             | 1.70             | 1.80             | 1.78             |                  |
| Середньомісячна сонячна радіація, кДж/м²·день | 4060             | 6763             | 10420            | 14769            | 18769            | 20567            | 21261            | 18558            | 13787            | 8521             | 4505             | 3208             |                  |
| --------------------------------------------- | ---------------- | ---------------- | ---------------- | ---------------- | ---------------- | ---------------- | ---------------- | ---------------- | ---------------- | ---------------- | ---------------- | ---------------- | ---------------- |
| Джерело:                                      |                  |                  |                  |                  |                  |                  |                  |                  |                  |                  |                  |                  |                  |

## Визначні місця
- Крапинський музей неандертальця

## Визначні постаті
Людевит Гай — хорватський мовознавець, політик, журналіст і письменник. Його домівка тепер стала меморіальним музеєм.